# John F. O'Donohue
John F. O'Donohue (6 augustus 1959) is een Amerikaans acteur en voormalig politieagent van NYPD.

## Filmografie

### Films
- 2009 Lonely Street – als Hank de tank
- 2006 The Groomsmen – als Pops
- 2003 Crooked Lines – als rechercheur Anderson
- 2000 Lucky Numbers – als Bobby
- 1998 Winchell – als Harry de portier
- 1998 Living Out Loud – als Sid
- 1998 Simon Says – als Bobby Morgan
- 1997 As Good as It Gets – als rechercheur Ray
- 1997 Guy – als rechercheur
- 1997 Steel – als beveiliger
- 1997 Alien Nation: The Udara Legacy – als sergeant Hoskins
- 1996 The Cable Guy – als gevangenisbewaker
- 1994 Reality Bites – als klerk
- 1993 Snapdragon – als dikke man

### Televisieseries
Uitgezonderd eenmalige gastrollen.
- 2015 - 2016 Cop Show - als Tommy - 9 afl.
- 1994 – 2004 NYPD Blue – als Eddie Gibson – 28 afl.
- 1995 – 1997 Chicago Hope – als rechercheur Gene Pirro – 2 afl.
- 1998 Brooklyn South – als rechercheur Ed Murphy – 3 afl.
- 1996 EZ Streets – als Kinnear – 2 afl.
- 1996 Diagnosis Murder – als gevangenisbewaker – 2 afl.
- 1992 – 1993 The Ben Stiller Show – als diverse karakters – 13 afl.
- 1991 – 1992 Reasonable Doubts – als Bailiff – 7 afl.